# Bon Jovi 2022 Tour
Il Bon Jovi 2022 Tour è un tour musicale del gruppo statunitense dei Bon Jovi, che si svolto nel mese di aprile del 2022, è il ritorno in scena dopo la cancellazione del 2020 Tour, a causa della diffusione del COVID-19.

## La scaletta
Di seguito la scaletta della data presso la CHI Health Center, Omaha (1º aprile 2022) e potrebbe non essere rappresentativa di tutte le canzoni eseguite nel corso del tour.
1. Limitless
2. The Radio Saved My Life Tonight
3. You Give Love a Bad Name
4. We Weren't Born to Follow
5. It's My Life
6. Just Older
7. Born to Be My Baby
8. Beautiful Drug
9. Let It Rain
10. Keep the Faith
11. American Reckoning
12. We Don't Run
13. Someday I'll Be Saturday Night
14. Who Says You Cant Go Home
15. Lost Highway
16. Wanted Dead or Alive
17. Do What You Can
18. This House Is Not for Sale
19. Have a Nice Day
20. Livin' on a Prayer
21. Love's the Only Rule
22. Bad Medicine

## Band di supporto
- Jon Bon Jovi - voce, chitarra
- David Bryan - tastiere, cori
- Tico Torres - batteria, cori
- Phil X - chitarra, cori
- Hugh McDonald - basso, cori
- John Shanks - chitarra ritmica, cori
- Everett Bradley - chitarra, cori

## Date del tour
| 1º aprile 2022 | Omaha           | Stati Uniti | CHI Health Center          | N.D. | N.D. |
| 3 aprile 2022  | Saint Paul      | Stati Uniti | Xcel Energy Center         | N.D. | N.D. |
| 5 aprile 2022  | Milwaukee       | Stati Uniti | Fiserv Forum               | N.D. | N.D. |
| 8 aprile 2022  | Charlotte       | Stati Uniti | Spectrum Center            | N.D. | N.D. |
| 9 aprile 2022  | Raleigh         | Stati Uniti | PNC Arena                  | N.D. | N.D. |
| 11 aprile 2022 | Greenville      | Stati Uniti | Bon Secours Wellness Arena | N.D. | N.D. |
| 13 aprile 2022 | Savannah        | Stati Uniti | Enmarket Arena             | N.D. | N.D. |
| 15 aprile 2022 | Tampa           | Stati Uniti | Amalie Arena               | N.D. | N.D. |
| 16 aprile 2022 | Fort Lauderdale | Stati Uniti | BB&T Center                | N.D. | N.D. |
| 19 aprile 2022 | Indianapolis    | Stati Uniti | Gainbridge FieldHouse      | N.D. | N.D. |
| 21 aprile 2022 | Saint Louis     | Stati Uniti | Enterprise Center          | N.D. | N.D. |
| 23 aprile 2022 | Austin          | Stati Uniti | Moody Center               | N.D. | N.D. |
| 26 aprile 2022 | Houston         | Stati Uniti | Toyota Center              | N.D. | N.D. |
| 28 aprile 2022 | Dallas          | Stati Uniti | American Airlines Center   | N.D. | N.D. |
| 30 aprile 2022 | Nashville       | Stati Uniti | Bridgestone Arena          | N.D. | N.D. |